# Lars Granström

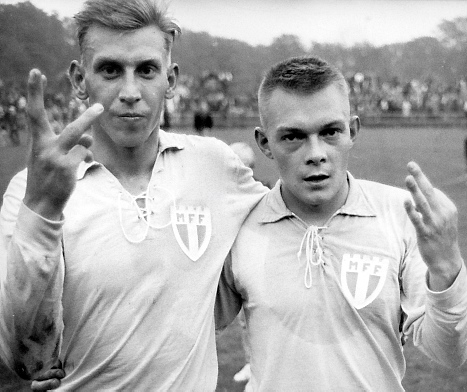
Granström (r.) mit seinem Sturmpartner Bo Larsson im Trikot von Malmö FF

Lars „Lasse“ Granström (* 8. Dezember 1942 in Helsingborg) ist ein ehemaliger schwedischer Fußballspieler. Der Stürmer, der 1965 zu einem Länderspieleinsatz für die schwedische Nationalmannschaft kam, bestritt seine Karriere in Schweden und Deutschland.

## Werdegang
Granström wuchs in Helsingborg auf, wo er bei Stattena IF mit dem Fußballspielen begann. Im Alter von 14 Jahren zog er mit seiner Familie nach Malmö. Bei einem Turnier von Schulmannschaften fiel er den Verantwortlichen des Malmö FF auf, die ihn in ihre Jugendabteilung holten. An der Seite von Bo Larsson spielte er im Angriff der Nachwuchsmannschaft des Klubs und empfahl sich frühzeitig für höhere Aufgaben. Am 11. Mai 1960 debütierte er für die Männermannschaft in der Allsvenskan – im Alter von 17 Jahren und 145 Tagen als seinerzeit jüngster Spieler in der Vereinsgeschichte. Bereits vier Tage später trug er sich zum ersten Mal in die Torschützenliste des Klubs im schwedischen Oberhaus ein.
Anfangs spielte Granström noch parallel in der Nachwuchsmannschaft. In seiner Debütsaison in der schwedischen Eliteserie holte er mit dem Nachwuchs den schwedischen Meistertitel. Alsbald etablierte er sich aber auch in der Männermannschaft. Unter Trainer Antonio Durán gewann er an der Seite von Ingvar Svahn, Prawitz Öberg, Rolf Eriksson, Bosse Larsson und Jan Ekström in der Spielzeit 1965 den Von-Rosens-Pokal für den schwedischen Landesmeister. Dabei kam ihm vor allem die Rolle des Vorbereiters für Larsson zu, der wie zwei Jahre zuvor sich den Titel des Torschützenkönigs der Allsvenskan sicherte. Damit spielte er sich ins Notizbuch von Nationaltrainer Lennart Nyman. Im Rahmen der Qualifikation zur Weltmeisterschaft 1966 debütierte er am 7. November 1965 im Auswahltrikot. Obwohl er beim 5:0-Erfolg gegen die zyprische Nationalmannschaft als zweifacher Torschütze das Spielfeld verließ, blieb dies sein letzter Auftritt im Nationaljersey. Die Auswahlmannschaft hatte in ihrer Gruppe hinter Deutschland die Qualifikation verpasst.
Granström und sein Sturmpartner Larsson hatten international auf sich aufmerksam gemacht. Der niederländische Klub FC Groningen zeigte Interesse an einer Verpflichtung der beiden Stürmer, es kam jedoch zu keinen konkreten Verhandlungen. So wechselten beide im Sommer 1966 zu unterschiedlichen Klubs in Deutschland: Larsson landete beim VfB Stuttgart, Granström unterzeichnete einen Zwei-Jahres-Kontrakt beim baden-württembergischen Rivalen Karlsruher SC. Im Ausland fand sich der Offensivspieler jedoch überhaupt nicht zurecht und kam kaum über die Rolle des Bankdrückers hinaus. Nach drei Spielen in der Bundesliga kehrte er nach einer Spielzeit nach Schweden zurück.
Granström lief erneut für seinen ehemaligen Klub Malmö FF auf. An der Seite von Krister Kristensson, Dag Szepanski und Bertil Elmstedt half er dem Klub in der zweiten Hälfte der Spielzeit 1967 zur erneuten Meisterschaft, gehörte aber nicht zur ausgezeichneten Meistermannschaft. In der mit Spielern wie Staffan Tapper oder Roland Andersson verstärkten Mannschaft gehörte er in den folgenden Jahren weiterhin zu den Stammkräften und feierte 1970 und 1971 seinen zweiten respektive dritten schwedischen Meistertitel. Nach Ende der Spielzeit 1971 verließ Granström nach insgesamt 359 Spielen für Malmö FF den Klub. Beim Trelleborgs FF, der zeitweise von seinem ehemaligen Mannschaftskameraden Rolf Björklund trainiert wurde, ließ er seine Karriere ausklingen.
Parallel zu seiner Fußballerlaufbahn begann Granström seine hauptberufliche Karriere beim schwedischen Unternehmen Tetra Pak. Dort stieg er bis zum Leiter der Personalabteilung in Schweden auf, ehe er im Alter von 60 Jahren in den Ruhestand ging. Dabei blieb er weiterhin dem Sport verbunden, wenngleich er in seiner Freizeit nunmehr hauptsächlich Tennis spielte.